# Самохвалов, Алексей Николаевич
Алексей Николаевич Самохвалов (27 марта 1922, Тюмень — 31 октября 2017, Барнаул) — советский и российский театральный актёр, режиссёр и педагог, Заслуженный артист РСФСР (1979), артист Алтайского краевого театра драмы имени В. М. Шукшина. Член КПСС в 1943—1991 годах.

## Биография
Родился 27 марта 1922 года.
Свой творческий путь начал актером вспомогательного состава на сцене Барнаульского драматического театра в сезоне 1936—1937 годов. Учился в студии новосибирского театра «Красный факел», в Алтайском краевом театральном училище. Работал в театрах гг. Фрунзе, Петропавловске-Камчатском, Орджоникидзе, Кемерово, Тюмени.
Участник Великой Отечественной войны, в 1943 году был награждён орденом Отечественной войны II степени.
С 1950 по 1958 гг. и с 1974 года А. Н. Самохвалов работал в Алтайском краевом театре драмы. За 43 года работы на барнаульской сцене артист создал более 200 ярких и запоминающихся сценических образов. Среди лучших ролей в спектаклях классического репертуара — Иван Грозный в исторической драме «Василиса Мелентьева» А. Н. Островского, Антоний в комедии В. Шекспира «Зимняя сказка», Кэбот в пьесе О` Нила «Любовь под вязами», Чепурин в драме по роману Г. Акулова «В лесах, за Волгой», Аттилио в комедии «Цилиндр» Э. Де Филиппо, Тевье-молочник в спектакле «Поминальная молитва» по произведениям Шолом-Алейхема. Большое мастерство отмечало созданные артистом образы героев современной драматургии — Шилов в драме В. Черных «Превышение власти», Серебрянников в спектакле «Равняется четырем Франциям» по пьесе А. Мишарина, Простой человек в сатирической комедии «Энергичные люди», поп-расстрига в комедии «Верую…Верую! Верую!» по произведениям В. М. Шукшина, старик Ферапонт в драме А. П. Чехова «Три сестры» и многие другие.
В современном репертуаре театра Алексей Самохвалов сыграл такие яркие роли, как мудрый доктор Эмметт в пьесе «Странная миссис Сэвидж» Дж. Патрика, ученый-фанатик Голоногов в современной драме «Лисицы в развалинах» А. Строганова, Человек от театра в «Трёхгрошовой опере» Б. Брехта. Творческая работа заслуженного артиста РСФСР А. Н. Самохвалова в 2001 году была отмечена специальным призом Первого театрального фестиваля «Сибирский транзит» — «За верность профессии и яркую актёрскую индивидуальность».
Большой творческой удачей артиста стал образ Франтишека Абеля в спектакле «Соло для часов с боем» по пьесе О. Заградника, посвящённом 80-летию Алтайского краевого театра драмы.
На протяжении многих лет А. Н. Самохвалов плодотворно занимался театральной режиссурой, на сцене театра драмы в его постановке были осуществлены 6 спектаклей для детей. Одна из последних постановок А. Н. Самохвалова — сказка-притча «Горя бояться — счастья не видать» С. Маршака — более восьми лет успешно шла в репертуаре театра.
А. Н. Самохвалов — признанный театральный педагог, куратор и наставник театральной молодежи. Он был организатором и преподавателем двух сибирских театральных студий, много лет сотрудничал с Алтайским государственным институтом искусств и культуры на кафедре режиссуры и актёрского мастерства.
В 1998 году Телерадиокомпанией «Алтай» был снят фильм о жизни и творчестве Алексея Самохвалова «Случайность, ставшая судьбою».
Скончался 31 октября 2017 года на 96-м году жизни. Похоронен на Булыгинско-Кировском кладбище Барнаула.

## Признание и награды
- Орден Отечественной войны II степени (1943)
- Медаль «За освоение целинных земель» (1957)
- Юбилейная медаль «Тридцать лет Победы в Великой Отечественной войне 1941—1945 гг.» (1975)
- Заслуженный артист РСФСР (22 февраля 1979)
- Медаль «За трудовую доблесть» (1979)
- Медаль «Ветеран труда» (1982)
- Юбилейная медаль «Сорок лет Победы в Великой Отечественной войне 1941—1945 гг.» (1985)
- Юбилейная медаль «70 лет Вооружённых Сил СССР» (1988)
- Орден «За заслуги перед Алтайским краем» II степени (22 февраля 2017) — за большой вклад в развитие культуры в крае
- Медаль «За заслуги перед обществом» (Алтайский край, 2007)
- Премия Всероссийского фестиваля современной драматургии в Иркутске (1983, «За лучшую мужскую роль»)

## Творчество

### Роли в театре
Кемеровский драматический театр имени А.В. Луначарского (1960—1969)
- 1960 — Божественная комедия — Адам
- 1962 — Клоп — Присыпкин
- 1962 — С любовью не шутят — Дон Алонсо
- 1963 — Мещане — Тетерев
- 1964 — Грозовой год — А. М. Горький
- 1968 — Трёхгрошовая опера — Мекки—нож

Русский драматический театр имени Г.К. Орджоникидзе (1969—1971)
- 1970 — Маскарад — Арбенин

Тюменский драматический театр (1971—1974)
- 1971 — Ермак — Ермак
- 1972 — Зыковы — Зыков
- 1972 — Степан Разин — Ю. А. Долгоруков
- 1973 — Денис Давыдов — М. Б. Барклай де Толли
- 1973 — Наследство — генерал Недосекин

Алтайский краевой театр драмы имени В. М. Шукшина (1950—1958, 1974—2017)
- 1950 — В сиреневом саду — Шок
- 1955 — В добрый час — Афанасий
- 1974[1] — Василиса Мелентьева — Иван Грозный
- 1976 — В лесах, за Волгой — Чепурин
- 1977 — Любовь под вязами — Кэбот
- 1979 — Зимняя сказка — Антоний
- 1980 — Цилиндр — Аттилио
- 1980 — Поминальная молитва — Тевье-молочник
- 1981 — Превышение власти — Шилов
- 1982 — Погода на завтра[2] — Павел Кузьмич Фарятьев, член ЦК КПСС
- 1985 — Энергичные люди — простой человек
- 1986 — Верую! — поп—расстрига
- 1990 — Коварство и любовь — Фон Вальтер
- 1991 — Дети Арбата — Василий Иванович
- 1992 — Привидения — Энгстран
- 1992 — Честная душа
- 1994 — Семь копеек экземпляр — Потап Иванович Лоскутков, ростовщик
- 1994 — Любовь с привилегиями — Константин Гаврилович Кожемякин, пенсионер
- 1997 — Три сестры — Ферапонт
- 2001 — Странная миссис Сэвидж — доктор Эммент
- 2003 — Долгая жизнь дождя — Пеликан
- 2005 — Собачье сердце — Пациент
- 2006 — Пиковая дама — камердинер

#### Режиссёрские работы
- 1993 — «Горя бояться — счастья не видать» по сказке С. Я. Маршака
- 1994 — «Конёк-Горбунок» по сказке П. П. Ершова
- 1997 — «Емелино счастье»
- 2000 — «Борис Годунов» по драме А. С. Пушкина